# Tecmo World Cup '90
Tecmo World Cup '90 è un videogioco di calcio arcade pubblicato nel 1989 dalla Tecmo.
Non fu l'unico gioco di calcio sviluppato dalla Tecmo, ma probabilmente il più celebre dell'azienda; è successivo a Tehkan World Cup, videogioco sviluppato dalla medesima casa quando ancora si chiamava Tehkan, e che nelle successive ristampe è stato ribattezzato Tecmo Cup.
In Italia venne diffuso il bootleg Euro League, di produttore ignoto.
La Tecmo più tardi fece uscire anche una versione dell'originale per il mercato europeo, dove al posto delle nazionali di Stati Uniti e Giappone erano presenti quelle di Spagna e Francia.

## Modalità di gioco
Il menu iniziale permette la scelta della squadra da utilizzare tra otto differenti squadre, e la differenza tra i due porting sta proprio nelle squadre selezionabili: nella versione originale Tecmo World Cup '90 la scelta è tra nazionali, mentre nel bootleg Euro League la scelta è tra club europei; notare che molte delle divise delle nazionali non sono corrette, ma i giocatori delle varie squadre hanno carnagione o colore dei capelli differenti, mentre i club sono fedeli ai veri colori sociali.
Si gioca con due tasti, il primo che permette di calciare basso e il secondo di calciare alto; calciando la palla si effettua quindi non solo il tiro in porta ma anche il passaggio, in quanto un compagno vicino al punto di ricaduta della palla si avventa automaticamente sul pallone.
È possibile effettuare tiri bassi e alti, rovesciate e tuffi di testa (questi quando si riceve un passaggio con il tiro alto), colpi di testa in elevazione (quando si è senza palla e si preme il tasto del tiro alto) e scivolate (quando si è senza palla e si preme il tasto del tiro basso; è l'unico modo per poter sottrarre palla all'avversario finché controlla la stessa). Quando la squadra avversaria arriva nei pressi dell'area del giocatore quest'ultimo controlla in modo totalmente manuale il proprio portiere.
Il tempo varia in base alle impostazioni DIP switch del gioco. Se la partita termina in parità il gioco termina comunque. Ci sono sette livelli, tanti quante le squadre escluse dalla scelta iniziale, e l'unica variante notabile tra i livelli è la differente intelligenza artificiale del portiere CPU.

## Squadre selezionabili
Tecmo World Cup '90 (versione asiatica)
- Argentina
- Brasile
- Germania
- Giappone
- Inghilterra
- Italia
- Stati Uniti
- Unione Sovietica

Tecmo World Cup '90 (versione europea)
- Argentina
- Brasile
- Francia
- Germania
- Inghilterra
- Italia
- Spagna
- Unione Sovietica

Euro League
- Atlético Madrid
- Barcellona
- Bayern Monaco
- Inter
- Milan
- Napoli
- PSV
- Real Madrid

## Serie
- Tecmo World Cup '90 (1989)
- Tecmo World Cup '94 (1994)
- Tecmo World Soccer '95 (1995)
- Tecmo World Soccer '96 (1996)
- Tecmo World Cup '98 (1998)
- Tecmo World Cup Millennium (2000)